# David Itzkoff
David L. Itzkoff (nacido el 2 de marzo de 1976) es un periodista y escritor estadounidense que es reportero de cultura para The New York Times. Es el autor de Cocaine's Son, un libro de memorias sobre como fue crecer con su padre drogadicto. Antes de unirse al Times, fue editor asociado en la revista Spin y en Maxim.

## Primeros años y familia
Itzkoff nació en la ciudad de Nueva York de Madelin y Gerald Itzkoff y creció en El Bronx. Su padre era adicto a la cocaína, lo que afectó considerablemente la vida familiar de Dave. Tiene una hermana, Amanda, psiquiatra. Él es judío; su abuelo paterno y bisabuelo eran judíos rusos que trabajaban en el comercio de pieles.
Itzkoff obtuvo su B.A. en Literatura Inglesa de la Universidad de Princeton en 1998. Se casó con la actriz y cantante Amy Justman en 2008 y vive en Nueva York.

## Carrera
En 1999, Dave Itzkoff trabajó como asistente editorial para la revista Details. Trabajó para la revista Maxim de 1999 a 2002 y la revista Spin de 2002 a 2006. Desde junio de 2007 a julio de 2008, Itzkoff trabajó como editor independiente para la sección Sunday Styles de The New York Times. Dave es reportero de cultura para The New York Times y escribe con frecuencia sobre cine, televisión y comedia. Su último trabajo es una biografía de Robin Williams.

## Libros
- Lads: A Memoir of Manhood, publicado en 2004[9]
- Cocaine's Son: A Memoir, publicado en 2011
- Mad as Hell: The Making of Network and the Fateful Vision of the Angriest Man in Movies, publicado en febrero de 2014.  ISBN 978-1250062246[10]
- Robin, a biography of Robin Williams, publicado en mayo de 2018